# The Spaghetti Incident?
The Spaghetti Incident? je album skupiny Guns N' Roses. Obsahuje cover verze punkových a rockových písní z přelomu 70. a 80. let, výjimkou je píseň „Since I Don't Have You“ od The Skyliners z roku 1959.
Mnoho písní bylo nahráno s původním kytaristou Izzy Stradlinem už během nahrávání alb Use Your Illusion I a Use Your Illusion II. Nejprve se totiž plánovalo, že budou obsaženy na albech Use Your Illusion, které měly být tři, nebo čtyři, ale nakonec byly vydány pouze dvě.
V roce 1992 začala kapela připravovat EP složené ze zbylých cover verzí a s novým kytaristou, Gilby Clarkeem. Později bylo rozhodnuto, že bude vydáno standardní album s několika dalšími skladbami.
Baskytarista Duff McKagan zpívá hlavní vokály ve čtyřech písních („Attitude“, „New Rose“, „Raw Power“, „You Can't Put Your Arms Round A Memory“) a Michael Monroe, zpěvák Hanoi Rocks a idol Axla Rose je doprovodným zpěvákem v písni „Ain't It Fun“.

## Název alba
- Po vydání alba kapela nechtěla vysvětlit jeho název a soudním verdiktem jí to bylo i zakázáno. Spekuluje se, že jde o posměšný odkaz na Stevna Adlera, bývalého bubeníka kapely. Adler kapelu několikrát žaloval za to, že mu neplatili peníze za koncerty a za ušlý zisk, když byl z kapely vyhozen. V roce 1992 se snažil soud přesvědčit o tom, jak zle se k němu jeho kolegové chovali a zmínil „špagetový incident“, před koncertem měla kapela společnou večeři a jeden z členů údajně Adlerovi snědl jeho špagety. A když se Adler zeptal, kdo je snědl, všichni se mu začali smát. V soudních procesech vyšlo také najevo, že Adler dostal jako vyrovnání 1,5 milionu dolarů, že kapela za sedm let existence vydělala 650 milionů dolarů a že Axl Rose je vlastníkem názvu kapely.
- Matt Sorum se v roce 1994 vyjádřil, že název odkazuje na špagetovou bitvu mezi kapelou a Adlerem a nikoliv na snězené špagety.
- Ve videu „Making of Estranged“ je scéna, kde se Slash, Axl a grafik navrhující album baví o tom, jak by měl text vypadat v uvozovkách a s otazníkem.

## Seznam písní
1. "Since I Don't Have You" - 4:19 (The Skyliners)
2. "New Rose" - 2:38 (The Damned)
3. "Down on the Farm" - 3:28 (UK Subs)
4. "Human Being" - 6:48 (The New York Dolls)
5. "Raw Power" - 3:11 (The Stooges)
6. "Ain't It Fun" - 5:02 (The Dead Boys)
7. "Buick Makane / Big Dumb Sex" - 2:39 („Buick Makane“ původně nahrál T. Rex a „Big Dumb Sex“ nahráli původně Soundgarden)
8. "Hair of the Dog" - 3:54 (Nazareth)
9. "Attitude " - 1:27 (The Misfits)
10. "Black Leather" - 4:08 (The Professionals)
11. "You Can't Put Your Arms Around a Memory" - 3:35 (Johnny Thunders)
12. "I Don't Care About You" - 2:17 (Fear)

Skrytá píseň: „Look At Your Game Girl“ - 2:34 (autorem je Charles Manson)

## Sestava
- Axl Rose – zpěv
- Slash – kytara
- Gilby Clarke - kytara, doprovodný zpěv
- Duff McKagan – baskytara, doprovodný zpěv
- Matt Sorum – bicí, perkuse
- Dizzy Reed – piano, klávesy, doprovodný zpěv